# Dubki (Kaliningrad, Laduschkin)
Dubki (russisch Дубки, deutsch Charlottenthal, Kreis Heiligenbeil, litauisch Dubkai) ist ein untergegangener Ortsteil der Stadt Laduschkin in der russischen Oblast Kaliningrad im ehemaligen Ostpreußen.

## Geschichte
Das Herrenhaus des Gutes Charlottenthal war im 18. Jahrhundert ein Jagd- und Lustschloss des Herzogs von Holstein-Beck. Als 1780 die Papiermühle in Ludwigsort, heute Laduschkin, einging, wurde das Mühlenwerk ein Vorwerk des Gutes Charlottenthal.
Im Jahre 1874 wurde aus den Gutsbezirken Charlottenthal und Ludwigsort sowie den Landgemeinden Patersort (Beregowoje) und Schwanis (Sosnowka) der Amtsbezirk Ludwigsort gebildet, vor 1883 kam auch der Gutsbezirk Wendelau dazu.
Im Jahre 1910 zählte der Gutsbezirk Charlottenthal 51 Einwohner.
1928 wurde der Gutsbezirk Charlottenthal in die seit 1926 gebildete Landgemeinde Ludwigsort eingemeindet. Bis 1945 gehörte somit Charlottenthal zum Landkreis Heiligenbeil im Regierungsbezirk Königsberg der preußischen Provinz Ostpreußen.
1945 kam Charlottenthal unter sowjetische Verwaltung und erhielt 1950 den Namen Dubki, der in der Oblast Kaliningrad mehrmals vorkommt. Dubki gehörte zur Stadt Laduschkin in der russischen Oblast Kaliningrad.
Bis 1945 war Charlottenthal mit seiner überwiegend evangelischen Einwohnerschaft in das Kirchspiel der Kirche Pörschken im Kirchenkreis Heiligenbeil in der Kirchenprovinz Ostpreußen der Kirche der Altpreußischen Union eingepfarrt.